# 广智院
广智院为基督教会英国浸礼会1905年至1952年在山东济南开办的一所著名的综合性博物馆，其旧址位于今济南广智院街146号，作为山东省科技文物保护中心使用。

## 历史
1887年，为了宣传西方科学知识，英国浸礼会宣教士怀恩光（J.S.Whitewerigt）在山东青州创办博物馆，称为博古堂。第一年有5000人参观，次年增至2万人，后上升到每年7万人。
1904年，怀恩光在济南征地30亩建造新堂，后将青州博物堂的设备、人员及藏品大部迁入。1905年12月，在济南南关土围子（外城墙，今文化西路）内建成第一期工程2400平方米房舍，定名“广智院”，意为“广其智识”，由山东巡抚杨士骧等主持举行落成典礼，怀恩光自任院长。1910年，广智院全部建成。20世纪初，其附近陆续建成浸礼会南关教堂、齐鲁大学、齐鲁医院等建筑，形成一片教会建筑群。
1917年，广智院被纳入新成立的齐鲁大学编制，成为其社会教学科，同时作为教育系和神学院的实习基地，也是协助南关教堂传教的展览和休息场所。广智院当时影响很大，1922年，胡适到济南参观广智院时，发现在70天时间里，有近8万人参观广智院，每日游客超过7000人。

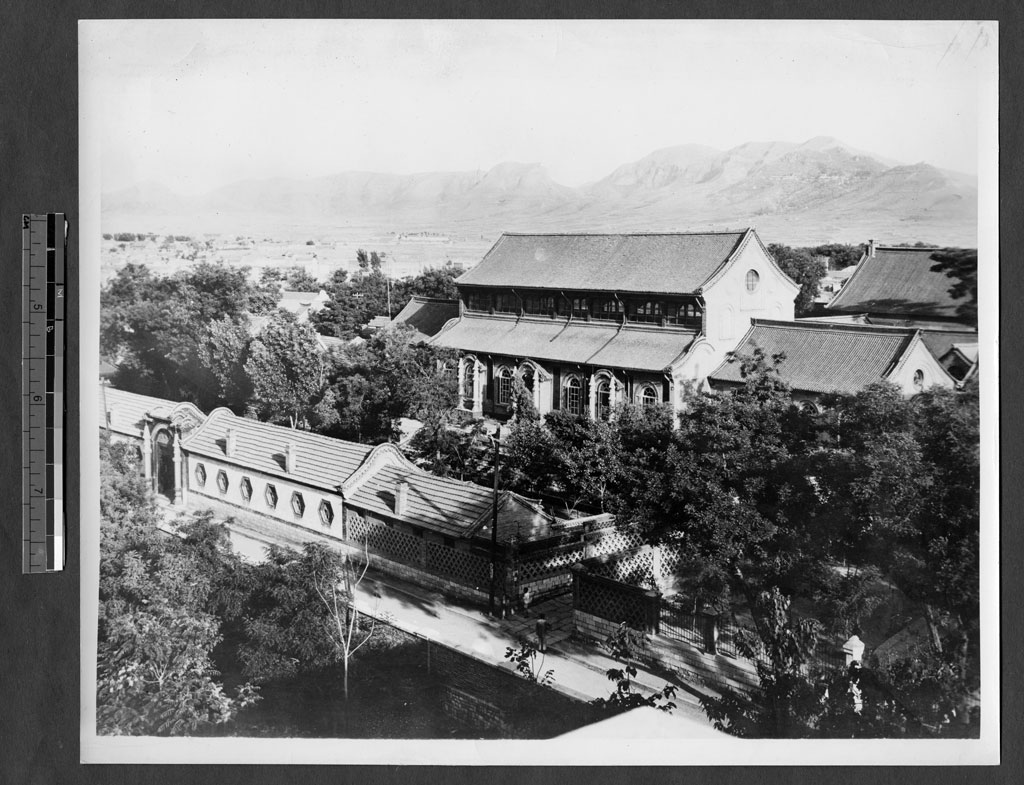
1947年的广智院全景

1941年12月，太平洋战争爆发后，日本人将华北各地的英美传教士抓到潍县乐道院集中营，接管了广智院，改为科学馆，仍由原来的中国职工负责开放。1946年，英国浸礼会收回并使之脱离齐鲁大学。1949年4月29日，为中华基督教山东中区接管。1952年12月1日，由山东省自然科学研究所接收，并成立山东自然博物馆筹备处。1953年10月，与山东古代文物管理委员会的陈列、保管部分合并为山东省博物馆筹备处。1954年，原广智院成为山东省博物馆的东馆和自然陈列室。
1992年，广智院被列为山东省第二批重点文物保护单位。2005年由于齐鲁医院扩建的原因，广智院被整体迁移异地保护。

## 建筑与展览
广智院建筑群为一片气势连贯、空间相互连接的中国传统合院式平房，其设计也体现了当时中西风格的交融。建筑坐南面北，南北长185米，东西宽近70米，占地1万余平方米。其中正为陈列室，左右分别为阅览室和研究所，后为布道堂。其主体建筑陈列大厅东西面阔15间，在当时济南的所有建筑中规模最大，而且空间高大开阔，又有较长的连续展带，从设计角度看相当完美。该馆在中国博览建筑史上占有重要地位，历史学家翦伯赞主编的《中外历史年表》中特地将其作为中国博览馆建筑的代表。
广智院常年开放，其陈列品包括动物、植物、矿物、天文、地理、机工、卫生、生理、农产、文教、艺术、历史、古物共13个门类，展品万余件，分2000余组，并采用了展橱、镜框、挂图等多种展览方式。

## 历任院长
怀恩光、潘亨利、魏礼谟、斐礼伯、胡维恩、林仰山先后任广智院的院长，均为英国浸礼会传教士。